# (503) Evelyn
(503) Evelyn es un asteroide perteneciente al cinturón de asteroides descubierto el 19 de enero de 1903 por Raymond Smith Dugan desde el observatorio de Heidelberg-Königstuhl, Alemania.
Está nombrado en honor de Evelyn Smith Dugan, madre del descubridor.